# Oksana Fadejeva
Oksana Fadejeva je ruska stolnotenisačica. Rođena je 16. ožujka 1975. u Nižnjem Novgorodu. Trostruka je osvajačica europskog prvenstva u stolnome tenisu. Nastupala je 3 puta na Olimpijskim igrama (2000., 2004., 2008.), no nije postigla veći uspjeh.